# Empire Earth
Empire Earth (zkr. EE) je RTS počítačová hra vytvořená společností Stainless Steel Studios a vydaná společností Sierra Entertainment v listopadu roku 2001.
Hra nabízí počítačově zpracovaný vývoj lidské civilizace zahrnující nejen dávnou pravěkou minulost, ale i smyšlenou budoucnost, včetně období starověku, středověku, industrializace, novověku a obou světových válek. Celkově je ve hře 14 epoch (ér), v každé z nich jsou k dispozici nové vynálezy a v některých i nové budovy. Pokud tedy některý z hráčů ve vývoji zaostává, může se stát, že se například lučištník střetne s tankem.
Ve hře je kromě singleplayeru (hra jednoho hráče, nejčastěji proti počítači) obsažen také multiplayer (hra více hráčů) pro hraní přes internet, či místní síť (LAN). Zároveň hra obsahuje kampaň pro jednoho hráče a editor, umožňující vytváření nových map a scénářů.

## Cíl hry

### Vlastní hra
Na začátek vlastní hry je hráčem zvolena mapa, počet spojenců a naopak nepřátel, začínající epocha, obtížnost (snadná/normální/obtížná), civilizace a další drobnosti. Hráči mají možnost sdružovat se do týmů. Poté je hráč počítačem zasazen do libovolného místa zvolené mapy a s pomocí hlavní budovy (kapitolu) a počátečních vesničanů buduje město, těží suroviny, postupuje do dalších epoch a zaopatřuje město před nepřítelem. Hned po zajištění města přichází na řadu budování armády pomocí nejlepších dostupných technologií, jejich vylepšení a následné expandování do města nepřítele. Ve hře jsou úměrně k příslušné éře a vyspělosti dostupné různé typy budov, jednotek a vylepšení. V pozdějších epochách jsou k dispozici jednotky pozemní, námořní i letecké. Vyhrát lze nejen vojensky, ale např. i postavením a ubráněním určitého počtu speciálních budov – divů světa.

### Kampaň
V kampani se jednotlivé úkoly liší dle příběhu. Prakticky jde ale vždy buď o dosažení určitých pozic, budování města či zničení nepřítele.
Vítězství přichází ve chvíli, kdy hráč splní zadaný úkol.

#### Seznam základních kampaní od vydavatele
- Řecká kampaň – z prostředí Antického Řecka
- Anglická kampaň – z 11. století, z dob války mezi Anglií a Francií
- Německá kampaň – z prostředí první světové války
- Ruská kampaň – 25 let po rozpadu Sovětského svazu

## Získávání surovin

### Jídlo
Potravu lze získávat čtyřmi způsoby:
- Sběrem plodů – Na mapě jsou keře s plody, které mohou vesničané sesbírat. V každém keři se nachází jen 2 500 jednotek potravy, a proto je tento způsob získávání potravy vhodný jen na přechodnou dobu.
- Lovem zvěře – Vesničané mohou zabít veškerá zvířata, která se vyskytují na zemi. Zabité zvíře se kazí, a proto je vhodné jej zpracovat co nejrychleji po zabití. Při lovu nebezpečného zvířete (např. hrocha) ale může zvíře lovce napadnout a dokonce i zabít.
- Rybařením – V době kamenné je možné postavit v přístavu rybářské loďky. Ty potom provádí na moři rybolov.
- Sklizní obilí z pole – posledním a nejspolehlivějším způsobem je práce vesničanů na poli u sýpky. Na jednom poli může pracovat pouze jeden farmář. Každé pole může vyprodukovat až 300 tisíc jednotek jídla. Sýpka může kolem sebe mít maximálně osm polí.

### Dřevo
Dřevo je těženo ze stromů.

### Nerostné suroviny
Na mapě jsou k dispozici doly na zlato, železo a kámen, ve kterých se nachází 300 tisíc jednotek příslušné suroviny.

## Zdokonalení
Kromě klasických vylepšení formou výzkumu v jedné z budov (např. postup do další epochy) lze zdokonalovat zvlášť jednotlivé vlastnosti jednotek, jako je třeba útočné číslo, rychlost pohybu, brnění, pancíř, u některých i dostřel. Zavedená zdokonalení platí pro všechny jednotky daného typu až do konce hry. Počet vylepšení jednotky daného typu je omezen, a nelze jej později změnit.

## Epochy
Postoupit do následující epochy může hráč po splnění určitých podmínek. Postup je však velmi nákladný na získané suroviny (dřevo, zlato, jídlo, železo).

### Epochy dle pořadí
1. Pravěk
2. Doba kamenná
3. Doba měděná
4. Doba bronzová
5. Doba temna
6. Středověk
7. Renesance
8. Věk impérií
9. Průmyslová revoluce
10. Atomový věk: 1. světová válka
11. Atomový věk: 2. světová válka
12. Atomový věk: Novověk
13. Digitální věk
14. Věk nanotechnologií

Názvy dob jsou uvedeny tak, jak jsou v oficiálním překladu. V jiných překladech se mohou lišit.

## Budovy
Budovy dovede ve hře stavět pouze dělník, kterého lze vycvičit v kapitolu. Standardně stojí postavení budovy část surovin z hráčových zásob (nejčastěji se platí dřevem či kamenem).

### Seznam budov dostupných během hry
- Kapitol – slouží jako cvičiště dělníků, průzkumných psů, později průzkumných balónů a vzducholodí, hrdinů a ke skladování surovin. Základní budova. Dostupné výzkumy: postup do dalších epoch, základní vylepšení v oblasti těžby surovin.
- Osada (cena: 100 dřeva) – nejprve slouží pro shromažďování surovin. Následně po ubytování pěti vesničanů může být změněna na městské středisko (má stejné funkce jako kapitol). Po ubytování dalších deseti vesničanů se z ní stává kapitol.
- Dům (cena: 40 kamene, 50 dřeva) – zvyšuje morálku jednotek v okolí.
- Přístav (cena: 175 dřeva) – pro výrobu rybářských i bojových lodí a jejich opravu.
- Kasárna (cena: 225 dřeva) – pro výcvik základních řadových vojáků a lékařů.
- Stáje (cena: 225 dřeva) – pro výcvik jezdců a válečných slonů.
- Lučistnická střelnice (cena: 225 dřeva) – pro výcvik lukostřelců.
- Chrám (cena: 50 kamene, 225 dřeva) – umožňuje výcvik kněží a proroků a k nim dostupných zdokonalení.
- Loděnice (cena: 225 dřeva) – k dispozici od První světové války. Slouží pro výrobu ponorek a letadlových lodí.
- Továrna na tanky (cena: 375 dřeva) – k dispozici od období První světové války. Slouží pro výrobu tanků.
- Továrna na obléhací stroje (cena: 275 dřeva) – k dispozici od Doby bronzové. Slouží pro výrobu obléhacích strojů.
- Sýpka (cena: 125 dřeva) – umožňuje zakládání polí a následnou sklizeň. Slouží jako skladiště.
- Nemocnice (cena: 100 kamene, 250 dřeva) – umožňuje léčení jednotek a zdokonalení v oblasti lékařství a populace.
- Universita (cena: 50 kamene, 175 dřeva) – umožňuje výzkumy pro vylepšení budov a jednotek.
- Pevnost (cena: 250 dřeva) – uchovává jednotky, tyto nejsou počítány do populačního limitu.
- Letiště (cena: 425 dřeva) – k dispozici od období První světové války. Slouží pro výrobu stíhaček a bombardérů. Později umožňuje i výrobu atomových bombardérů a vrtulníků.
- 88mm protiletadlové dělo (cena: 80 zlata, 80 dřeva) – je možno jej stavět od nástupu letadel. Útočí pouze na vzdušné jednotky. Později jej lze vylepšit na protiletadlovou raketovou věž.
- Hradba (+brána) (cena: 10 kamene, brána se vestaví do již postavené zdi zdarma) – velmi odolná hradba, slouží jako ochrana před nepřítelem. Doporučuje se doplnit ji věžemi.
- Věž (cena: 175 kamene) – základní obranná budova. Slouží k obraně města. Útočí na pozemní jednotky, lodě a ponorky.
- Robotická továrna (cena: 475 dřeva) – k dispozici od digitální éry. Používá se pro výrobu robotů.
- Kybernetická laboratoř (cena: 475 dřeva) – k dispozici od digitální éry. Používá se pro výrobu cyborgů.

### Divy světa
Ve hře je umožněno stavět divy světa, některé jsou inspirované skutečnými historickými stavbami. Jejich stavba je velmi nákladná na získané suroviny, a navíc s postupem do dalších epoch se jejich cena zvyšuje. Každý div poskytuje hráči, případně týmu hráče který jej postavil, nějaký bonus, konkrétně:
- Babylónská věž – kněží mohou zkonvertovat více nepřátelských jednotek najednou.
- Ištařina brána – významné zesílení staveb hráče.
- Diův chrám – samoléčení jednotek na celé mapě.
- Alexandrijská knihovna – zobrazí nepřátelské budovy na celé mapě.
- Maják na ostrově Faru – odhaluje nezanedbatelnou část moře.
- Koloseum – zvyšuje populační limit týmu vlastníka, a zároveň jej snižuje všem protivníkům.